# Кшинна
Кшинна́ — село в окрузі Бановці-над-Бебравою Банськобистрицького краю Словаччини. Станом на грудень 2015 року в селі проживало 507 людей.

## Географія
Протікає річка Завада.

## Населення
| Рік:            | 1994. | 2004.    | 2014.   | 2024.   |
| --------------- | ----- | -------- | ------- | ------- |
| Кількість осіб: | 609   | 545      | 519     | 475     |
| Різниця:        |       | -10,50 % | -4,77 % | -8,47 % |

| Рік:            | 2023. | 2024.   |
| --------------- | ----- | ------- |
| Кількість осіб: | 478   | 475     |
| Різниця:        |       | -0,62 % |